# Microsicus variegata
Microsicus variegata is een keversoort uit de familie somberkevers (Zopheridae). De wetenschappelijke naam van de soort werd in 1858 gepubliceerd door John Lawrence LeConte.